# عملیات بیت‌المقدس ۲
عملیات بیت‌المقدس ۲ عملیات نظامی گسترده نیروهای مسلح ایران در خلال جنگ ایران و عراق بود، که به‌صورت مشترک توسط نیروی زمینی ارتش و سپاه پاسداران، بر ضد نیروهای ارتش عراق در منطقه قمیش، استان سلیمانیه، عراق انجام شد. این عملیات با هدف آزادسازی ارتفاعات غرب شهر ماووت، عراق در منطقه‌ای به وسعت ۱۳۰ کیلومترمربع، در تاریخ ۲۵ دی‌ماه ۱۳۶۶ به فرماندهی سپاه پاسداران آغاز شد و در ۲ بهمن ۱۳۶۶ با پیروزی نیروهای ایرانی به پایان رسید.

## منطقه و هدف عملیات
منطقه عملیاتی بیت‌المقدس۲ در شمال سلیمانیه قرار داشت و شامل منطقه عمومی دشت هرمدان و ارتفاعات ویولان، گوجار، قمیش، دولبشک، الاغلو و ارتفاع آمدین می‌شد. این عملیات به منظور پیشروی به سمت جنوب و غرب منطقه عملیاتی و با هدف نزدیک شدن به شهر سلیمانیه و سد دوکان در منطقه قلعه دیزه طرح‌ریزی شد.

## شرح عملیات
عملیات بیت‌المقدس ۲ با رمز «یا زهرا (س)» به عنوان یکی از مهم‌ترین عملیات‌های جنگ ایران و عراق، در محور ارتفاع قمیش – سلیمانیه در تاریخ ۲۵ اسفند ۱۳۶۶ انجام شد. فرماندهی این عملیات بر عهده سپاه پاسداران بود. این عملیات که تا دوم بهمن همان سال به طول انجامید درمنطقه عمومی ارتفاعات قمیش و سلیمانیه آغازشده بود. نیروهای ایرانی در این عملیات می‌بایست از رودخانه قله چولان عبور می‌کردند و ادامه مسیر تا زیر ارتفاعات قمیش که پوشیده از برف بود را ادامه می‌دادند. با کمک تیم راپل پادگان امام علی تهران، به صورت ابتکاری، با سیم بکسل و ابزارهای لازم پلی را بر روی رودخانه خروشان نصب نمودند نظر به اینکه احداث پل به صورت ضربتی و با حداقل امکانات صورت گرفته بود و طول آن به بیش از ۲۰۰ متر می‌رسید و ارتفاع تا لبه آب رودخانه بیش از ۴۰ متر بود، جهت رعایت احتیاط ظرفیت عبوری را حداکثر ۱۰ نفر مشخص نمودند و ۱۰ نفر ۱۰ نفر از پل عبور می‌کردند و همین مسئله باعث طولانی شدن عبور گردانها از پل می‌شد.
آزادسازی بیش از ۴۰ ارتفاع از جمله ارتفاعات اورال، گلاله، هرمدان، بین دورا، شیخ محمّد و یولان. آزادی چندین روستای منطقه، و انهدام تیپ‌های ۸۳ و ۶۰۳ پیاده دشمن و تیپ ۸۱ و تیپ کماندویی از سپاه اول و تیپ ۳ نیروی مخصوص گارد ریاست جمهوری عراق و نیز گردان‌های کماندویی لشکرهای ۴۱ و ۳۹ و ۵۳ توپخانه از نتایج این عملیات بود. در این عملیات تمام اهداف مورد نظر ایرانی‌ها محقق نشد و مجبور شدند تا پس از هفت روز درگیری، مناطق تصرف شده را تثبیت و از ادامه عملیات صرفنظر کنند.

## استعدادها، تلفات و خسارات

### عراق[۶]
استعدادهای ارتش عراق
- تیپ‌های ۷۳، ۸۱، ۸۳، ۶۰۳، ۷۰۶ و ۴۱۲ پیاده؛
- تیپ‌های ۱ و ۲ کماندویی از سپاه یکم؛
- تیپ ۳ نیروی مخصوص گارد ریاست جمهوری؛
- تیپ‌های ۶۶ و ۶۸ نیروی مخصوص؛
- یک گردان تانک از تیپ ۷۰ زرهی؛
- گردان تانک ۷ نیسان؛
- گردان کماندویی لشکر ۳۹؛
- گردان کماندویی لشکر ۴۱؛
- گردان کماندویی لشکر ۴۴؛
- گردان‌های ۵۳ و ۶۶۹ توپخانه.

دراین عملیات رسته‌های پیاده، زرهی و توپخانه ایران حضور داشتند و عراق نیز رسته‌های پیاده، زرهی، کماندویی و گارد را نیز به همراه داشت. در این عملیات عراقی‌ها ۲۵۰۰ نفر کشته یا زخمی داشتند. تعداد اسیران عراقی در این نبرد ۷۸۵ نفر بودند. ۱۵ تانک و نفربر هم از خسارات این نبرد برای عراقی‌ها بود.

### ایران[۶]
قرارگاه نجف:
- لشکر ۵ نصر با ۱۲ گردان؛
- لشکر ۶ پاسداران با شش گردان؛
- لشکر ۲۱ امام رضا (ع) با ۱۰ گردان؛
- لشکر ۵۵ ویژه شهدا با شش گردان؛
- تیپ مستقل ۱۸ الغدیر با پنج گردان؛
- تیپ مستقل ۳۵ امام حسن (ع) با ۸ گردان؛
- تیپ مستقل ۱۲ قائم (عج) با پنج گردان؛
- تیپ مستقل ۴۸ فتح با پنج گردان.
- تیپ مستقل ۶۱ توپخانه محرم.

قرارگاه قدس:
- لشکر ۵۷ حضرت ابوالفضل (ع) با چهار گردان؛
- لشکر ۵۲ قدس با پنج گردان؛
- لشکر ۱۰ سیدالشهدا (ع) با ۱۵ گردان؛
- لشکر ۲۷ محمدرسول‌الله (ص) با هشت گردان؛
- لشکر ۳۱ عاشورا با هشت گردان؛
- لشکر ۳۲ انصارالحسین با هفت گردان؛
- تیپ مستقل ۲۰ زرهی رمضان با دو گروهان تانک و نفربر؛
- تیپ مستقل ۴۰ توپخانه رسالت.

## برای مطالعهٔ بیشتر
- محسن رشید، گزارشی کوتاه/ مرکز مطالعات و تحقیقات جنگ سپاه پاسداران انقلاب اسلامی، ویرایش: مهدی انصاری، تهران: سپاه پاسداران انقلاب اسلامی، مرکز مطالعات و تحقیق جنگ، ۱۳۷۸، شابک: ۹۶۴-۶۳۱۵-۳۳-x